# North Canadian River
North Canadian River är en flod i USA som börjar i Union County i delstaten New Mexico under namnet Corrumpa. Den flyter österut genom Oklahoma Panhandle och Texas Panhandle och går ihop med Canadian River i McIntosh County, Oklahoma. Ett annat namn på floden är Beaver River.